# Седекия
Седекия (ивр. צִדְקִיָּהו‎, Цидкияху; также צִדְקִיָּה, Цидкия — буквально «Господь — моя праведность»), при рождении Матфания (евр. Маттания; «дар Господа»), — третий, младший сын царя Иосии (Иошияху) (1Пар. 3:15); двадцатый и последний царь Иудеи (597/596—587/586 до н. э.) перед Вавилонским пленом. Воцарился в двадцать один год и царствовал одиннадцать лет.
Стал царём вместо своего предшественника Иехонии по приказу Навуходоносора II, заодно переименовавшего его в Седекию (евр. Цидкия).
Впоследствии, в надежде на помощь Египта, он поднял восстание против Вавилона. В ответ Навуходоносор со своей армией осадил Иерусалим и после осады, длившейся чуть больше года, взял его. Во время падения Иерусалима царь бежал из города с сыновьями, однако недалеко от Иерихона был пойман и осуждён. В наказание по приказу Навуходоносора сыновей Седекии убили у него на глазах, а самого Седекию царь ослепил, заковал в медные кандалы и отвёл в Вавилон:
А Седекии выколол глаза и велел оковать его медными оковами; и отвёл его царь Вавилонский в Вавилон и посадил его в дом стражи до дня смерти его. (Иер. 52:11)
На территории Иудейского царства была создана вавилонская провинция Иехуд, а для евреев начался почти семидесятилетний период пленения.